# 江苏省美术馆

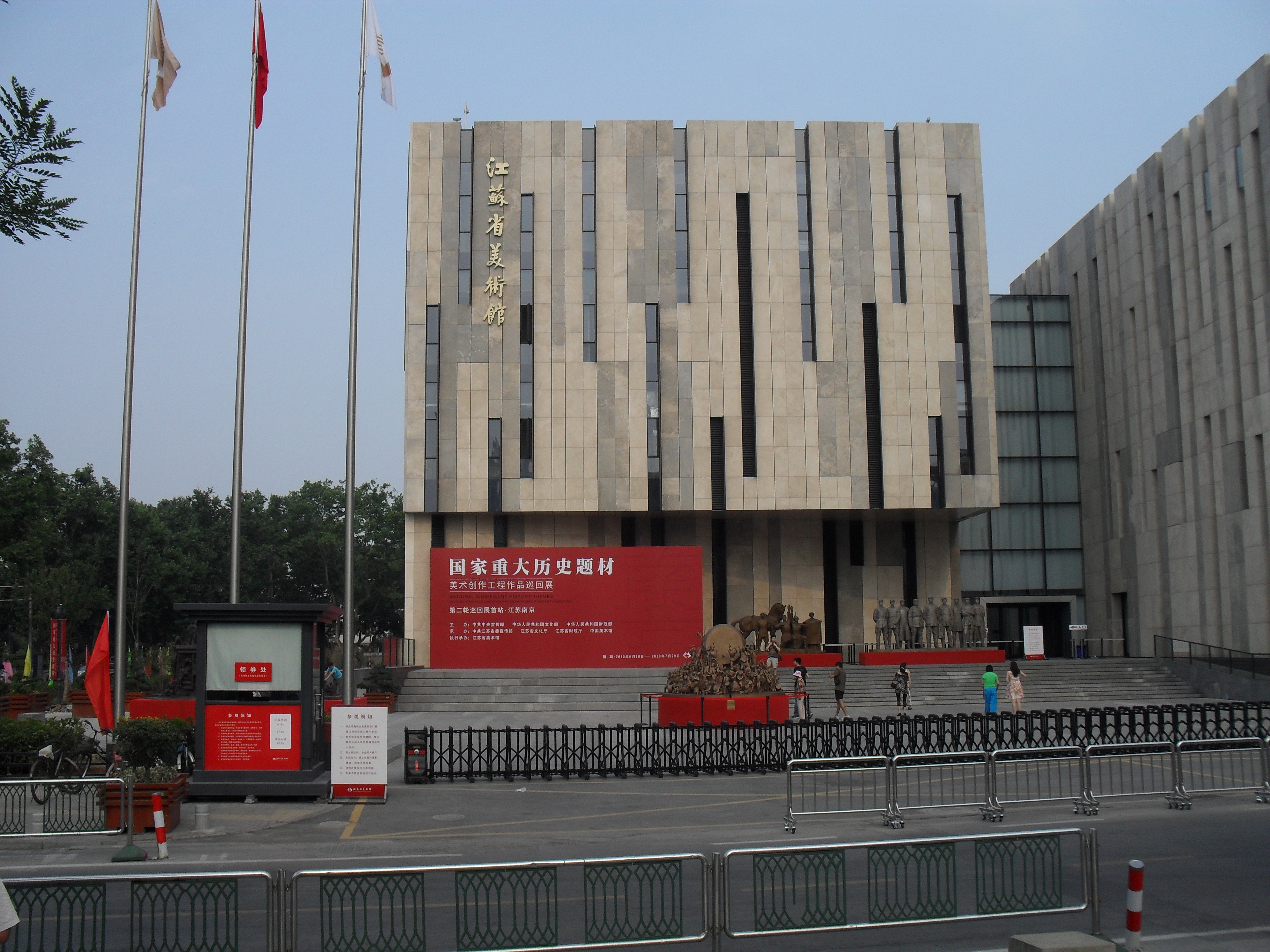
新馆舍

江苏省美术馆是一座位于江苏南京的美术馆。

## 历史
前身为国立美术陈列馆，1936年8月对外开放，是中国近现代第一座国家级美术馆。1960年9月更名为江苏省美术馆。美术馆位于南京市长江路266号，新馆位于长江路333号。藏品包括顏文梁、徐悲鴻、朱士傑等名家的作品。2019年10月16日，由中华人民共和国国务院以“国立美术陈列馆”之名公布为第八批全国重点文物保护单位。

## 藏品类别
- 中国画
- 油画
- 版画水彩画
- 书法
- 民间艺术

## 机构设置
- 馆长办公室
- 行政科
- 业务科
- 学术部
- 典藏部
- 展览部
- 江苏版画院
- 江苏油画雕塑院
- 财务科
- 保卫科
- 艺术服务部